# 克劳斯·贝尔
克劳斯·贝尔（德語：Klaus Beer，1942年11月14日—2023年6月8日），德国男子田径运动员。他曾代表德国联队、东德参加1964年和1968年夏季奥林匹克运动会田径比赛，其中1968年奥运会获得一枚银牌。